# Stars of the Lid
Stars of the Lid – amerykański zespół muzyczny tworzący muzykę drone i ambient, w skład którego wchodzi Adam Wiltzie i Brian McBride. Brian w przeprowadzonym z nim wywiadzie wyjaśnił, iż nazwa zespołu odnosi się do „twojego osobistego kina znajdującego się pomiędzy twoim okiem a powieką”. Wśród swoich inspiracji zaliczają takich artystów jak Arvo Pärt, Zbigniew Preisner, Gavin Bryars, Henryk Górecki, zespół Talk Talk (oba zespoły mają utwór o nazwie „Taphead”), post-rockowa grupa Labradford i ambientowy innowator Brian Eno.

## Dyskografia
- 1995: Music for Nitrous Oxide
- 1996: Gravitational Pull vs. the Desire for an Aquatic Life
- 1997: The Ballasted Orchestra
- 1998: Per Aspera Ad Astra
- 1999: Avec Laudenum
- 2001: The Tired Sounds of Stars of the Lid
- 2007: Stars of the Lid and Their Refinement of the Decline